# 马克西莫夫卡农村居民点
马克西莫夫卡农村居民点（俄语：Максимовское сельское поселение）是俄罗斯联邦别尔哥罗德州舍别基诺区所属的一个农村居民点。其下辖有10个居民点，行政中心为马克西莫夫卡。据2016年统计，该农村居民点的人口为2274人。